# Velidhoo (Alif Alif)
Pour les articles homonymes, voir Velidhoo.
Velidhoo (Dhivehi : ވެލިދޫ) est une petite île inhabitée des Maldives.  Il s'agit d'une des nombreuses îles-hôtel des Maldives depuis 1989, actuellement le Velidhoo Island Resort.

## Géographie
Velidhoo est située dans le centre des Maldives, au Nord de l'atoll Ari, dans la subdivision de Alif Alif. 